# خاچیک موقدوسی
خاچیک خلقارتی موقدوسی (خاچاطور آستواتساتوروف) (ارمنی: Խաչիկ Խլղաթի Մուղդուսի (Խաչատուր Աստվածատուրով)؛  زادهٔ سپتامبر ۱۸۹۸ - درگذشته ۸ فوریهٔ ۱۹۳۸)  یک فرد نظامی، و سیاستمدار اهل ارمنستان بود که از تاریخ ۱۹۳۴ تا تاریخ ۱۹۳۷ سمت رئیس سرویس امنیت ملی ارمنستان را برعهده داشت.

## زندگی‌نامه
در سپتامبر ۱۸۹۸ در شهر نخجوان به دنیا آمد . وی برنده جوایزی همچنین نشان لنین و نشان پرچم سرخ کار ارمنستان شوروی شده است. وی در ۸ فوریه ۱۹۳۸ در سن ۴۰ سالگی در مسکو تیرباران شد و Kommunarka shooting ground به خاک سپرده شد . از وی اعاده حیثیت نشده است.